# Милфорд (Коннектикут)
Милфорд (англ. Milford) — город в юго-западном Нью-Хейвене, в штате Коннектикут, США.
По подсчетам бюро переписи населения в 2000 году население города составляло 50 594 человек. К 2008 году численность населения выросла до 51 242 человек.

## История
поселение основано в 1639 году в составе колонии Нью-Хейвен.
После Второй мировой войны подвергся субурбанизации. Также Милфорд стал штаб-квартирой нескольких транснациональных корпораций, включая бритвенную компанию Schick.